# Рингвассёй
Ри́нгвассёй (букмол Ringvassøya, нюнорск Ringvassøy, северносаам. Ráneš) — большой остров в фюльке Тромс, Норвегия. Площадь 656 км², это шестой по площади остров побережья Норвегии. Территория острова разделена между двумя муниципалитетами — Тромсё и Карлсёй. Наивысшая точка острова, Сультиннан (Soltindan), 1051 м над уровнем моря. Озеро Скугсфьордватнет (Skogsfjordvatnet), протянувшееся на 10 километров, является самым большим среди островных озёр Норвегии.